# Vĩnh Long (stad)
Vĩnh Long is een stad in de regio Zuid-Vietnam in het land Vietnam. De stad is de hoofdstad van de provincie Vinh Long. In 2005 had de stad ongeveer 103.000 inwoners. De stad ligt op ongeveer 100 kilometer ten zuidwesten van Ho Chi Minhstad in de Mekong-delta.